# Gobernación de Ariana
La Gobernación de Ariana (en árabe: ولاية أريانة) es una de las veinticuatro gobernaciones de Túnez. Está situada en el norte del país, bordeando el mar Mediterráneo. Tiene una población de 576.088 habitantes, según el censo de 2014. La capital de la gobernatura es la ciudad de Ariana (102.991 habitantes).

## Delegaciones con población en abril de 2014
- Ariana Ville 114,486
- Cité Ettadhamen 84,312
- Kalâat el-Andalous 26,796
- La Soukra 129,693
- Mnihla 89,884
- Raoued 106,414
- Sidi Thabet 24,503

- Datos: Q233116
- Multimedia: Ariana Governorate / Q233116